# Bill Bell
William Bell Jr. (East Moline, Illinois, 12 juli 1936 - Oakland, 18 maart 2017) was een Amerikaanse jazzpianist, keyboard-speler, arrangeur, componist en muziekpedagoog. In en rond San Francisco stond hij bekend als The Jazz Professor.

## Biografie
Bell kreeg thuis muziekles (ook in arrangeren) en les van een neef die muziekleraar was. Hij studeerde muziekpedagogiek aan Augustana College (Bachelor, 1958) en aan University of Iowa (Master). Hij gaf les in Iowa en trok in de jaren 60 naar de westkust. In 1966 nam hij voor het eerst op, met Roy Eldridge (The Nifty Cat Strikes West). In de decennia die volgden gaf hij muziekles in het College of Alameda en doceerde hij jazz-improvisatie aan de University of California, Berkeley. Tevens leidde hij de jazzband aan Stanford University. Tot zijn studenten behoorden Sheila E., Benny Green, Michael Wolfe en Jon Faddis. Verder schreef hij in opdracht composities als East Meets West (voor het Oakland Youth Symphony) en Right On (voor de San Francisco Symphony). Onder eigen naam kwam hij met de albums Basically/To Live and Love (1979, met Coke Escovedo en Marvin Holmes), The Jazz Professor (1995), Just Swing Baby (2005) en The Feeling of Jazz (2009). Hij speelde samen met Benny Carter, Clark Terry, Lou Rawls, Louie Bellson, The Supremes, Art Farmer en Carmen McRae.